# سيرو دي تشيزاري
سيرو دي تشيزاري (بالإيطالية: Ciro De Cesare)‏ هو لاعب كرة قدم إيطالي في مركز الهجوم، ولد في 16 ديسمبر 1971 في ساليرنو في إيطاليا. لعب مع كييفو فيرونا ونادي بياتشينزا ونادي ساليرنيتانا ونادي سبيزيا ونادي سيينا ونادي فروسينوني ونادي كومو.